# Хаузер, Вальтер
Вальтер Хаузер (нем. Walter Hauser; 1 мая 1837 года, Веденсвиль, кантон Цюрих, Швейцария — 22 октября 1902 года, Берн, Швейцария) — швейцарский политик, дважды становившийся президентом Швейцарии. Член Радикально-демократической партии.

## Биография
Отец Вальтера Якоб Арнольд Хаузер был владельцем крупного кожевенного завода. После смерти старшего брата в 1854 году, Вальтер Хаузер оказался наследником семейной компании и позже стал её директором и владельцем. Кроме того, он стал артиллерийским офицером и дослужился до звания полковника (1888).
В конце 1860-х годов активно занялся политикой, присоединившись к лево-либеральному демократическому движению, которое выступало за прямую демократию, социальные реформы и централизованное государство.
В 1869 году был избран в Кантональный совет Цюриха (участвовал в подготовке новой конституции кантона Цюрих), где до 1887 года возглавлял департамент финансов, затем строительства. Был инициатором ряда значимых транспортных и энергетических проектов.
В 1869 году он стал также членом Национального совета Швейцарии, а в 1879 занял место в сенате. В 1880 году продал свой кожевенный завод, чтобы полностью посвятить себя политике. Через три недели после смерти его друга Вильгельма Хертенштейна, Хаузер был избран на его место в Федеральном совете.
- 1883 — 1884 гг. — глава правительства кантона Цюрих,
- 18 июня 1883 — 4 июня 1884 гг. — президент Совета кантонов парламента Швейцарии,
- 1887 — 1888 гг. — глава правительства кантона Цюрих,
- 13 декабря 1888 — 22 октября 1902 гг. — член Федерального совета Швейцарии,
- 1 января 1889 — 31 декабря 1890 гг. — начальник военного департамента,
- 1 января 1891 — 31 декабря 1899 гг. — начальник департамента финансов,
- 1 января — 31 декабря 1891 г. — вице-президент Швейцарии,
- 1 января — 31 декабря 1892 г. — президент Швейцарии,
- 1 января — 31 декабря 1899 г. — вице-президент Швейцарии,
- 1 января — 31 декабря 1900 г. — президент Швейцарии, начальник политического департамента (министр иностранных дел),
- 1 января 1901 — 22 октября 1902 гг. — начальник департамента финансов.

22 октября 1902 года  скончался на следующий день после перенесенного инсульта. В Веденсвиле ему установлен памятник и есть улица его имени.